# Вгени
Вгени или Вагени (грч. Σεβαστιανά, Севастијана) је насељено место у општини Вртикоп у периферији Средишња Македонија, Грчка. Према попису из 2021. године био је 1.181 становник.
Према бугарском географу и историчару, Василу Канчову, у Вгенима је 1900. године живело 240 Турака и 180 Словена хришћана. Године 1924. турско становништво је принудно исељено у Турску а на њихово место је насељен већи број грчких избегличких породица из Турске, укупно 318 особа. На попису из 1940. године Вгени је имао 987 становника, од чега 263 Словена и 724 Грка.